# Co Vergouwen
Co Vergouwen (Etten-Leur, 28 februari 1970) is een Nederlands componist, (pop/jazz)pianist, producer, arrangeur en zanger.

## Levensloop
Vergouwen speelde als kleine jongen in de Fanfare St. Caecilia Hoeven. Later kreeg hij in de plaatselijke muziekschool St. Frans te Hoeven bij Wim van Berkel orgelles. Negen jaar volgde hij deze lessen, waarna hij vervolgens ging studeren aan het Brabants Conservatorium te Tilburg met als hoofdvak elektronisch orgel. In 1994 behaalde hij zijn diploma voor elektronisch orgel en de onderwijsbevoegdheid keyboards. Vervolgens studeerde hij piano. In 1996 studeerde hij af.
Hij was in 1996-1997 docent voor piano aan de gemeentelijke muziekschool te Utrecht. In 1997 werd hij docent voor piano aan de Muziekschool Roosendaal. Eveneens was hij docent voor de vooropleiding aan zijn alma mater, het Brabants Conservatorium.
Sinds 2003 is hij als pianist en toetsenist verbonden aan de band van de popzangeres Margriet Eshuijs. Hij maakt verder deel uit van het jazztrio "Curb". Hij werkte ook samen met Herman Erbé, voor wie hij ook vele composities schreef.
Als componist is hij grotendeels autodidact. In samenwerking met de dirigent Carlo Balemans en arrangeur Frits Bayens schreef hij de musical Zilveren Sporen, maar ook muziek voor de theaterproductie De Groot Bredase Revue. Samen met Mickey Otterspoor componeerde hij een lied voor het Radio 2-programma Podium, dat door Mylène D'Anjou werd gezongen. In 2003 volgde een werk voor harmonieorkest met de titel Water of life.

## Composities (selectie)

### Werken voor harmonie- en fanfareorkest
- 2001 - Maji Ya Mimba, voor jazztrio en fanfareorkest
- 2003 - Water of life, voor harmonieorkest

### Muziektheater

#### Musicals
| Voltooid in | Titel           | Uitvoeringen | Première | Libretto | Verdere liedteksten          | Choreografie |
| ----------- | --------------- | ------------ | -------- | -------- | ---------------------------- | ------------ |
|             | Zilveren Sporen |              |          |          | Carlo Balemans, Frits Bayens |              |